# Kim Novak
Kim Novak, właśc. Marilyn Pauline Novak (ur. 13 lutego 1933 w Chicago) – amerykańska aktorka filmowa.
W 1960 otrzymała własną gwiazdę w Alei Gwiazd w Los Angeles znajdującą się przy 6332 Hollywood Boulevard.

## Kariera
Kim Novak pochodzi z rodziny o czeskich korzeniach. W 1954 wyjechała za sławą do Los Angeles i udało się jej dostać małą rólkę w produkcji RKO Pictures French Line.
Prawdziwy początek jej kariery miał miejsce dopiero gdy wpadła w oko Harry’emu Cohnowi, szefowi wytwórni Columbia. Szukał aktorki, która mogłaby rywalizować o względy męskiej publiczności z Marilyn Monroe i dostrzegł w Kim odpowiedni potencjał. Po kilku lekcjach aktorstwa wystąpiła w Pushover (1954) i wypadła na tyle dobrze, że podpisał z nią długoterminowy kontrakt. Kolejny jej film, Piknik (1955) (z Williamem Holdenem jako partnerem) stał się przebojem kasowym sezonu i otrzymał dwa Oscary. Od tego momentu stała się jedną z najpopularniejszych gwiazd Hollywood.
Następne filmy: Złotoręki (1955), The Eddy Duchin Story (1956), Jeanne Eagels (1957), dzięki jej urodzie cieszyły się sporym powodzeniem, jednak prawdziwe hity były dopiero przed nią. Wystąpiła u boku Rity Hayworth i Franka Sinatry w Pal Joey (1957), który odniósł wielki sukces kasowy, chociaż nie był doceniany przez krytyków. W 1958 zagrała z Jamesem Stewartem w najlepszym swoim filmie, arcydziele Alfreda Hitchcocka Zawrót głowy, a rok później pojawiła się u boku Fredrica Marcha w dramacie W środku nocy (1959).
Jak się okazało, były to ostatnie ważne tytuły w jej karierze. Pojawienie się nowej generacji aktorów na początku lat 60. spowodowało spadek zainteresowania klasycznymi pięknościami w typie Kim Novak. Zaczęła dostawać coraz słabsze propozycje, grała coraz mniej i w co najwyżej średnich produkcjach; aż w końcu zdecydowała się całkowicie wycofać z ekranu. Jej ostatni film to Liebestraum (1991).
W ostatnich latach aktorka oddaje się artystycznym pasjom: pisze wiersze i maluje obrazy, które utrzymane są w estetyce surrealizmu i impresjonizmu. Od lat toczy walkę z depresją. Wraz ze swoim drugim mężem Robertem Malloyem przez lata mieszkała w południowym Oregonie. Malloy zmarł pod koniec 2020 roku.

## Wybrana filmografia
- 1955: Złotoręki
- 1957: Kumpel Joey
- 1958: Zawrót głowy
- 1964: Pocałuj mnie, głuptasie

## Nagrody
| Rok  | Nagroda            | Kategoria                                             | Film                      |
| ---- | ------------------ | ----------------------------------------------------- | ------------------------- |
| 1955 | Złoty Glob         | Najlepszy kobiecy debiut                              | Niefortunny rozwód (1954) |
| 1957 | Złoty Glob         | Nagroda Henrietty dla najbardziej popularnych aktorów | –                         |
| 1997 | 47. MFF w Berlinie | Honorowy Złoty Niedźwiedź za całokształt twórczości   | –                         |